# YESTERDAY LOVE
〈YESTERDAY LOVE〉(에스터데이 러브)는 쿠라키 마이의 세 번째 DVD 싱글이다. 2017년 1월 11일에 노던 뮤직에서 DVD 싱글로 발매됐다.

## 개요
일반적으로는 초도판 · 통상판 블루레이의 세 형태로 발매됐다. 팬 클럽 회원과 Musing 회원 한정으로 FC & Musing 판도 발매됐다. 네 형태 모두 자켓 사진이 다르다. 초도판은 일본 첫 VR 싱글이다.
〈YESTERDAY LOVE〉는 ytv · NTV계열 애니메이션 《명탐정 코난》 닫는 곡으로 사용되고 있다. 쿠라키로는 20번째 《명탐정 코난》의 주제가이다. (닫는 곡으로는 10번째).
쿠라키의 싱글로는 드물게 CD가 전형태에 부속하지 않는 작품이 된다(다만, 렌탈로는 CD로 취급받는다).

## 수록곡
1. YESTERDAY LOVE
  - 작사 : 쿠라키 마이 / 작곡 : 쿠보타케 이야, 나가토 다이코 / 편곡 : 츠루사와 유메토, 나가토 다이코

ytv 계열 《명탐정 코난》 닫는 곡

| TV 애니메이션 《명탐정 코난》 닫는 곡 2016년 12월 17일 (843화) ~ 2017년 6월 24일 (864화) |                                |                                   |
| 이전 곡: 쿠라키 마이 〈SAWAGE☆LIFE〉                                                     | 쿠라키 마이 〈YESTERDAY LOVE〉 | 다음 곡: 브레이커즈 〈꿈 이야기〉 |